# Ipeľská brázda
Ipeľská brázda  je geomorfologickou částí Malinských vrchů, podcelku Stolických vrchů. Zabírá severní okraj podcelku na horním toku Ipľa, v katastru obce Málinec v poltárském okrese.

## Polohopis
Území Ipelské brázdy se nachází v západní části Stolických vrchů a zabírá severní část podcelku Málinské vrchy. Rozkládá se na horním toku řeky Ipeľ, nad vodárenskou nádrží Málinec, západním směrem pokračuje do údolí potoka Prierazka. Z vodních toků tvoří osu území řeka Ipeľ, z významnějších přítoků se zde nachází Malý Ipeľ, Chocholná, Smolná a Novodomský potok. Celá oblast patří do povodí Ipľa. Ipeľská brázda lemuje severní okraj Malinských vrchů, podcelku Stolických vrchů, které pokračují jižním směrem. Severně leží Sihlianska planina, podcelek Veporských vrchů.
Vzhledem k ochrannému pásmu vodního zdroje bylo během výstavby Vodárenské nádrže Málinec vysídleno několik osad na horním toku řeky Ipeľ. Celá oblast je součástí katastru obce Málinec a z bývalých osad nad vodním dílem je dnes rekreační území. Údolím vede z Málinca cesta lokálního významu, která se nedaleko osady Rovienka připojuje na silnici II / 526 z Hriňové do Kokavy nad Rimavicou .

## Chráněná území
Západní část Stolických vrchů leží mimo velkoplošná chráněná území a rovněž se zde nenacházejí žádné maloplošné zvláště chráněné lokality.

## Turismus
Ipeľská brázda patří mezi turisticky klidnější oblasti. Výstavba vodárenské nádrže způsobila vysídlení osad severně od Málinca, přičemž část zachovalých objektů se využívá k rekreaci. Ochranné pásmo vodního zdroje však zároveň omezuje lidské aktivity, včetně rekreačních. I proto se oblasti vyhýbají značené turistické stezky.